# La Bohémienne (Modigliani)
Pour les articles homonymes, voir La Bohémienne.
La Bohémienne est un tableau réalisé par le peintre italien Amedeo Modigliani en 1919. Cette huile sur toile est le portrait d'une jeune Bohémienne  tenant contre elle un nourrisson, assise devant un fond gris. Léguée en 1963, l'œuvre est conservée à la National Gallery of Art, à Washington, aux États-Unis.

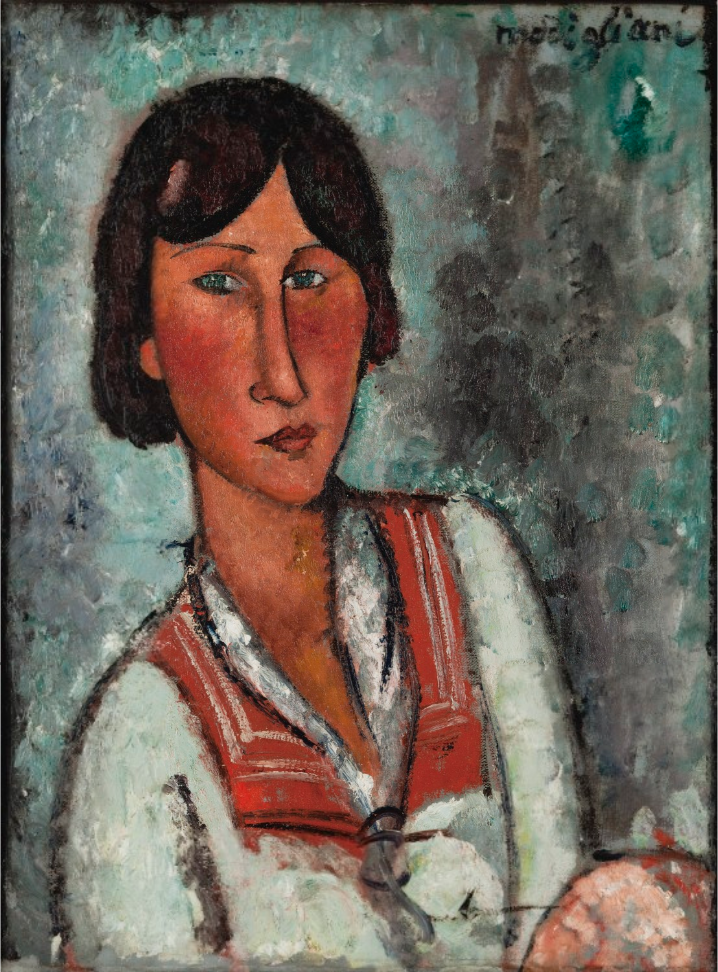
Portrait de femme, 1918 – Musée d'Art de Denver, Denver.